# Siemianowice Śląskie
Siemianowice Śląskie (sziléziai nyelven Śymjanowicy, németül Siemianowitz, Laurahütte) város Lengyelország déli részén, a Sziléziai vajdaságban, a Felső-Sziléziai Ipari Körzet központjában. A város a Lengyel Városok Szövetségének tagja. 1975–1998 között a Katowicei vajdasághoz tartozott.

## Fekvése

Siemianowice Śląskie helyzete a Felső-Sziléziai Metropolis Szövetségben

Siemianowice Śląskie a Chorzów-Bytomi kiemelkedésen fekszik, mely a Katowicei-felföldön helyezkedik el Felső-Sziléziában. A felszín enyhén dombos, árkokkal, folyómedrekkel szabdalt. A városon átfolyik a Brynica és néhány kisebb folyó.
A legmagasabb pont Bytkówban található: 320 m a tenger szintje felett, Siemianowice legalacsonyabb pontja a Brynica völgyében 260 m. A természetes domborzati elmek mellett az emberi beavatkozás is rányomta bélyegét a felszínre: meddőhányók, homok és kavicsbányák és nyíltszini szénbányák után maradt mélyedések. Geológiai szempontból Siemianowice a Felső-Sziléziai szénmedencében fekszik, mely az egész Felső-Sziléziai Ipari Körzetet és a Rybniki-szénmedencét magába foglalja. A város Katowicével, Chorzów-fal, Czeladź-dzsal, Będzinnel és Wojkowicével határos.

## Kerületei
Siemianowice Śląskie területe 25,5 km² és öt kerületre oszlik:
| Siemianowice Śląskie kerületei | - Centrum – 11,98 km² - Michałkowice – 5,46 km² - Bańgów – 2,96 km² - Przełajka – 2,7 km² - Bytków – 2,3 km² |

## Története

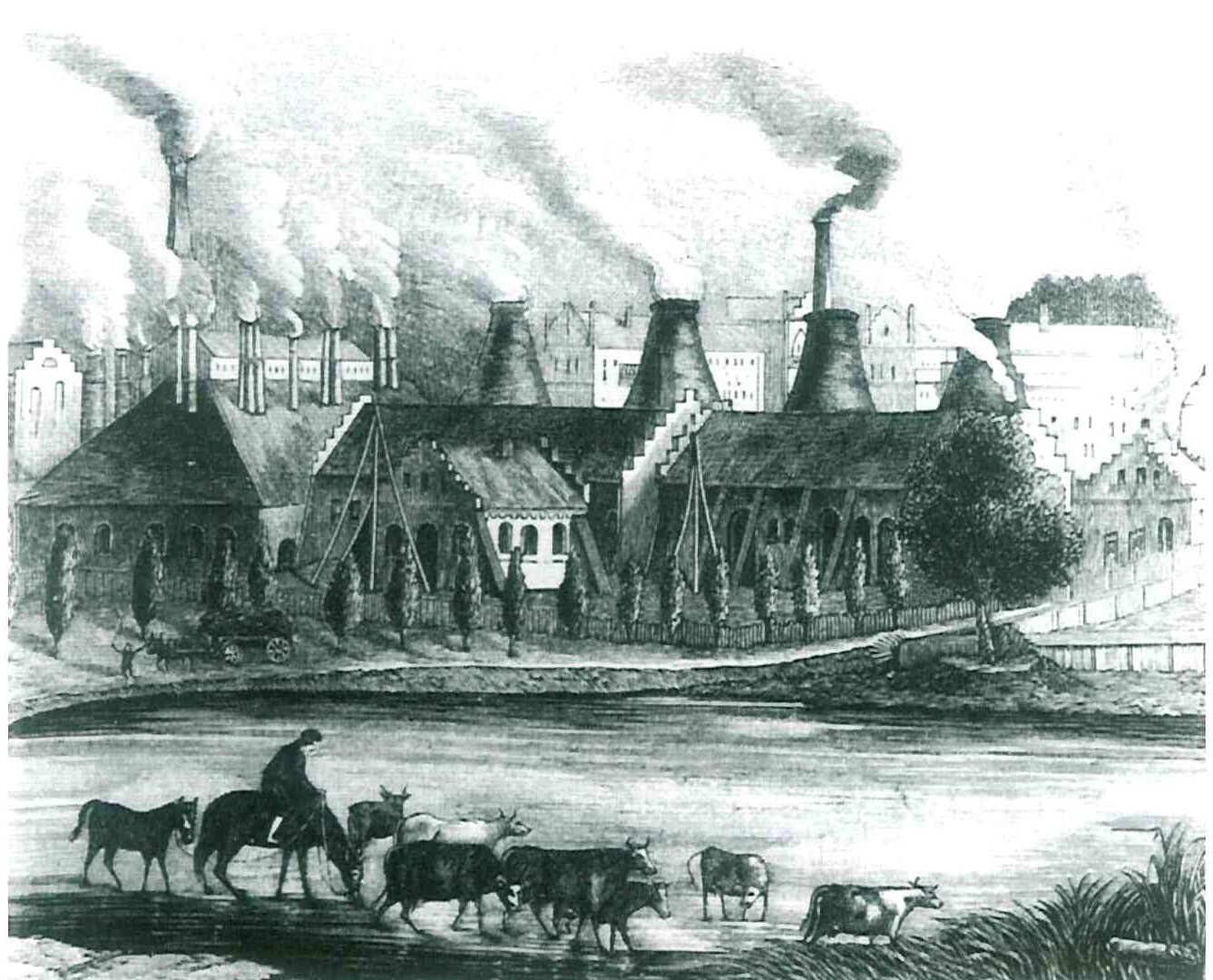
Laurahütte 1840-ben

Siemianowice Śląskie városi rangot 1932-ben kapott, népessége akkor 43 ezer fő volt és a legnagyobb európai falunak számított. A település története azonban a középkorig nyúlik vissza. Abban az időben kis halászfalu volt. A 18. század végén indult fejlődésnek a bányáknak köszönhetően. Később huták és ipari üzemek létesültek Sieamianowicén. A második világháború után tovább fejlődött a város, új lakótelepek, bányák és nagyolvasztók épültek. A rendszerváltás után a nehézipar visszafejlődött, jelentős munkanélküliség sújtja a környéket.

## Irodalom

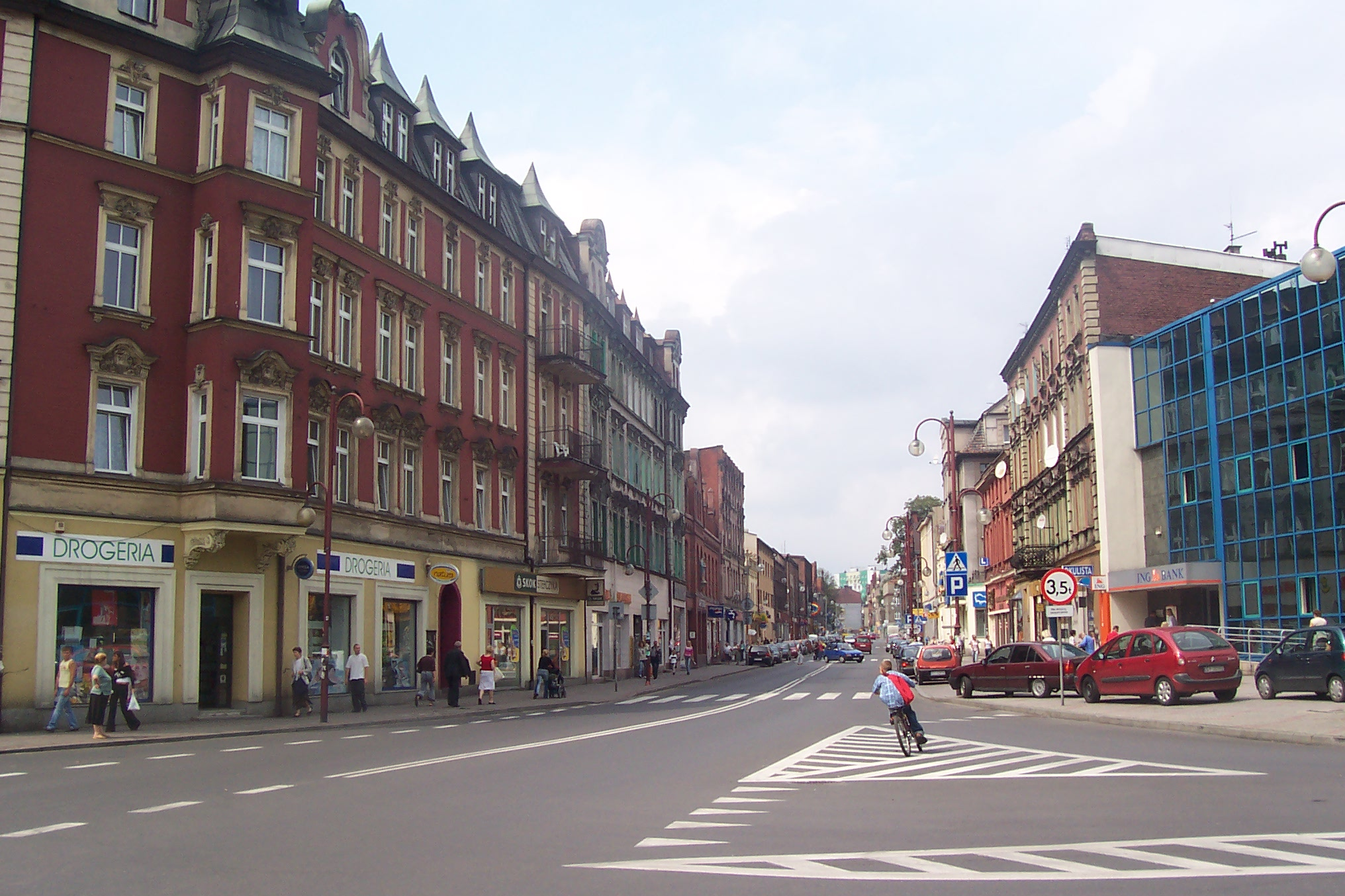
Utcakép

## Fordítás
- Ez a szócikk részben vagy egészben a Siemianowice Śląskie című lengyel Wikipédia-szócikk ezen változatának fordításán alapul.  Az eredeti cikk szerkesztőit annak laptörténete sorolja fel. Ez a jelzés csupán a megfogalmazás eredetét és a szerzői jogokat jelzi, nem szolgál a cikkben szereplő információk forrásmegjelöléseként.